# Teula romana

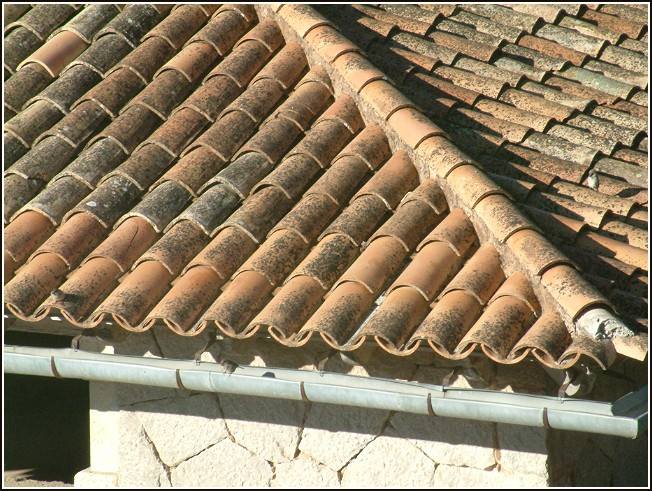
Teulat de teules romanes

La teula romana, teula àrab, teula rodona és una mena de teula per fer cobertes inclinades. És una teula corbada en forma de canal més ampla d'un extrem que de l’altre. Són de forma troncocònica, obtinguda en donar curvatura a un trapezi isòsceles. S'alternen files paral·leles, una de convexa i una de còncava. D'allà prové el nom alemany «monja i monjo» (Mönch und Nonne).
Les dimensions més corrents són 45 cm de llarg, per 21 i 16 d'ample i 8 d'alt. Cada unitat pesa uns dos kg. N'hi ha de més petits. Les teules careneres solen tenir la mateixa forma però són més grossos. Fa menester en mitjana 27 peces/m² amb una superposició mínima del 20% de la longitud. A excepció de les filades de vora, no han d'anar emmorterades per permetre moviments de dilatació i contracció.
És el resultat de l'evolució del típic teulat romà fet de tegula et imbrex al qual es juxtaposaven teules rectangulars planes i es cobria el junt d'una fila de teules romanes còncaves, anomenat imbrex que té la forma que es diu la teula romana, o malgrat l'origen romà, «àrab». Des de la fi de l'era romana, es van abandonar les teules planes, la fabricació de les quals feia menester de molta precisió per obtenir-ne que s'imbricaven ben bé. En aquesta època es va començar fer teulats més fàcils amb només imbrex o teules romanes, que s'alternaven amb files còncaves i convexes, el que va esdevenir el típic teulat de la conca mediterrània fins avui.

### Comparació entre unes menes de teulats

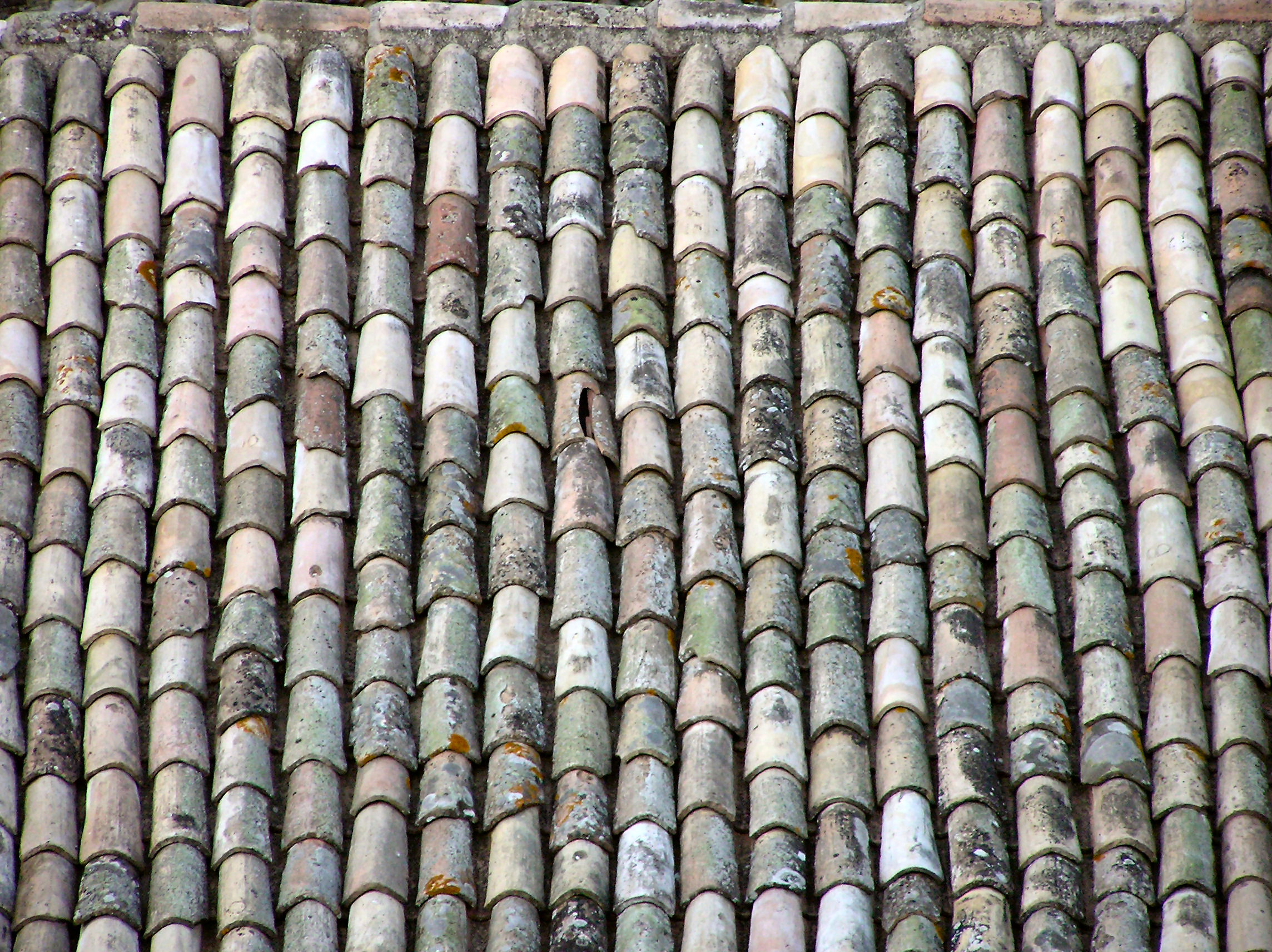
Teules romanes
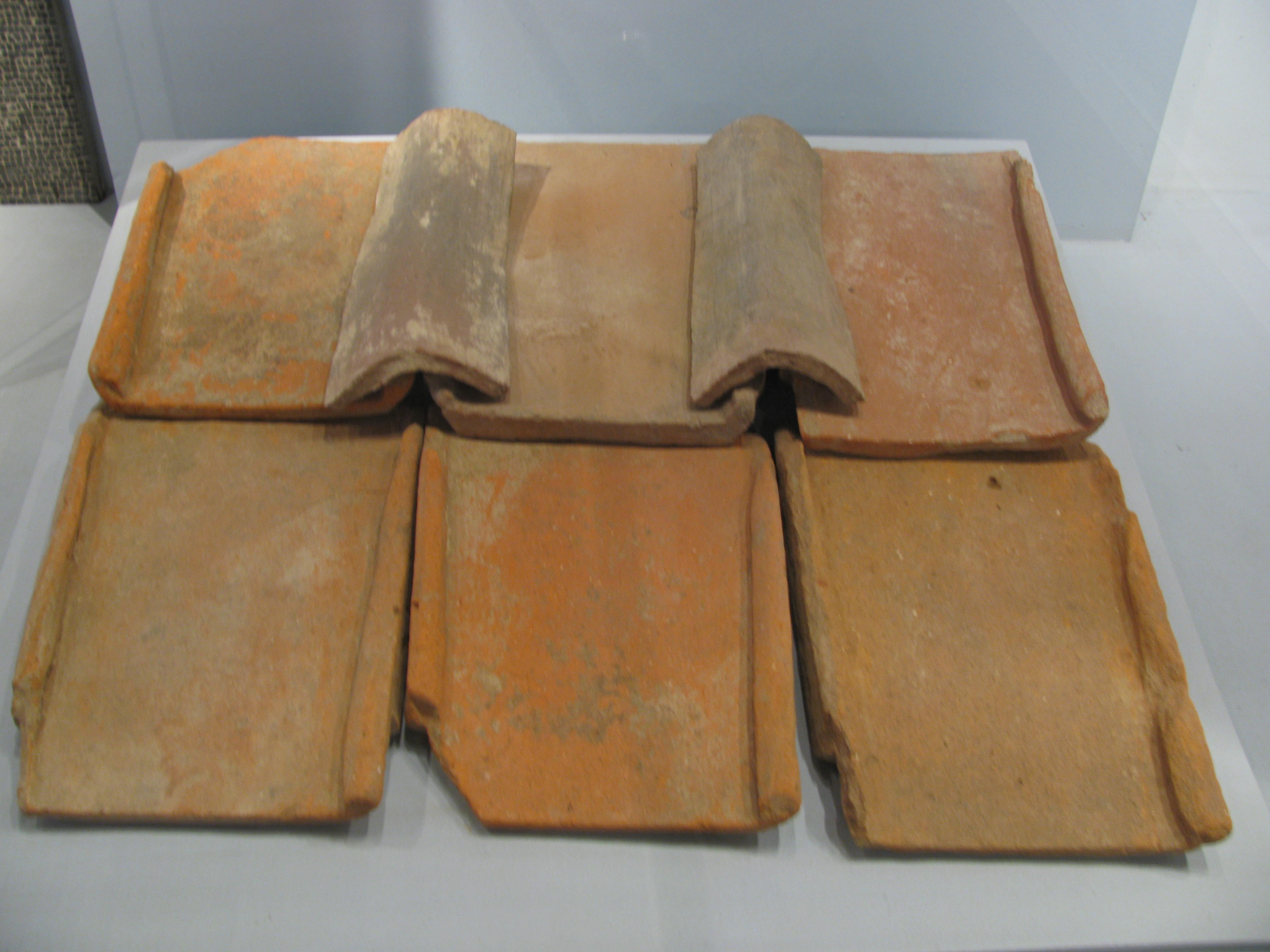
tegula et imbrex
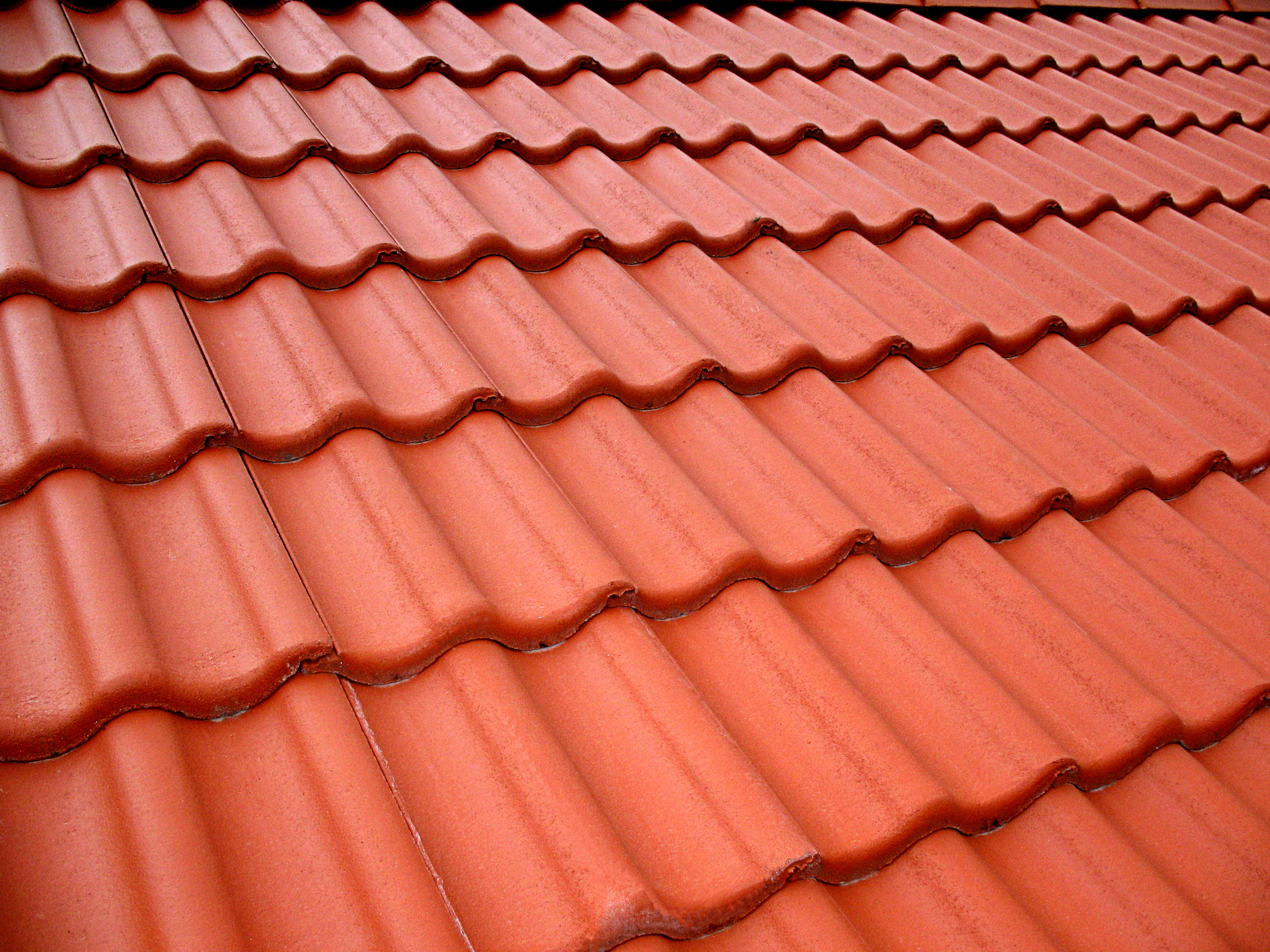
Teules de formigó
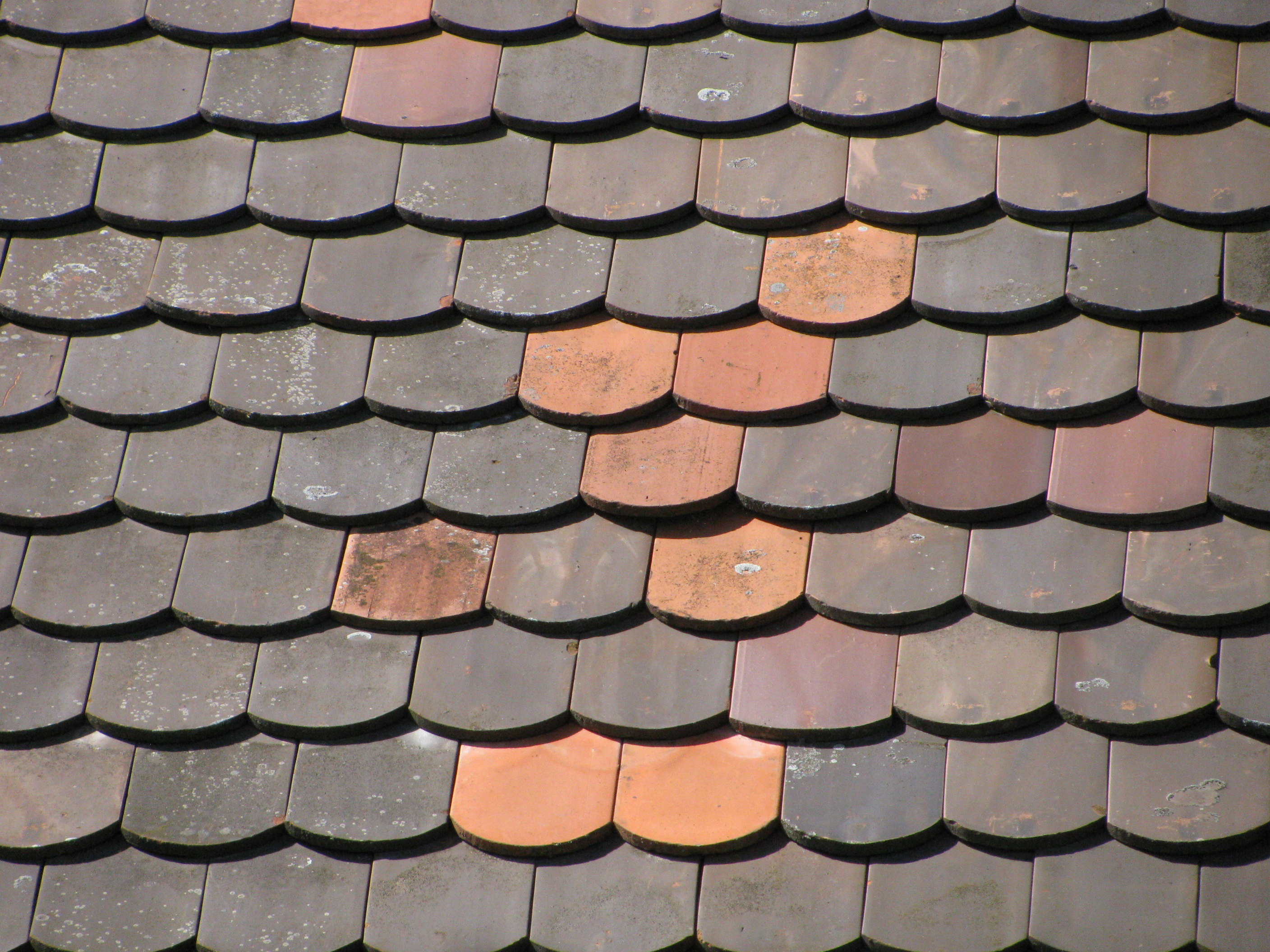
lloselles ceràmiques
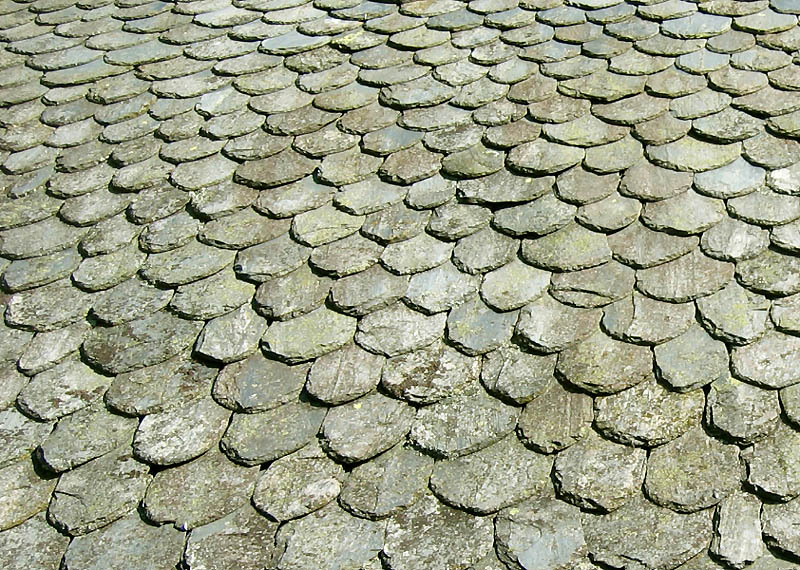
lloselles de pedra natural